# National Board of Review Awards 2020
La 92ª edizione dei National Board of Review Awards ha premiato i migliori film del 2020.
I vincitori sono stati annunciati il 26 gennaio 2021.

## Classifiche

### Migliori dieci film dell'anno
- First Cow, regia di Kelly Reichardt
- The Forty-Year-Old Version, regia di Radha Blank
- Judas and the Black Messiah, regia di Shaka King
- The Midnight Sky, regia di George Clooney
- Minari, regia di Lee Isaac Chung
- Notizie dal mondo (News of the World), regia di Paul Greengrass
- Nomadland, regia di Chloé Zhao
- Una donna promettente (Promising Young Woman), regia di Emerald Fennell
- Soul, regia di Pete Docter e Kemp Powers
- Sound of Metal, regia di Darius Marder

### Migliori film stranieri
- El agente topo, regia di Maite Alberdi
- Apples (Mīla), regia di Chrīstos Nikou
- Collective (Colectiv), regia di Alexander Nanau
- Dorogie tovarišči, regia di Andrej Končalovskij
- La Nuit des rois, regia di Philippe Lacôte

### Migliori cinque documentari
- All In: The Fight for Democracy, regia di Liz Garbus e Lisa Cortés
- Boys State, regia di Amanda McBaine e Jesse Moss
- Dick Johnson è morto (Dick Johnson Is Dead), regia di Kirsten Johnson
- Miss Americana, regia di Lana Wilson
- The Truffle Hunters, regia di Michael Dweck e Gregory Kershaw

### Migliori dieci film indipendenti
- The Climb - La salita (The Climb), regia di Michael Angelo Covino
- Driveways, regia di Andrew Ahn
- Farewell Amor, regia di Ekwa Msangi
- Miss Juneteenth, regia di Channing Godfrey Peoples
- The Nest - L'inganno (The Nest), regia di Sean Durkin
- Mai raramente a volte sempre (Never Rarely Sometimes Always), regia di Eliza Hittman
- The Outpost, regia di Rod Lurie
- Relic, regia di Natalie Erika James
- Saint Frances, regia di Alex Thompson
- Wolfwalkers - Il popolo dei lupi (Wolfwalkers), regia di Tomm Moore e Ross Stewart

## Premi
- Miglior film: Da 5 Bloods - Come fratelli (Da 5 Bloods), regia di Spike Lee
- Miglior regista: Spike Lee per Da 5 Bloods - Come fratelli (Da 5 Bloods)
- Miglior attore: Riz Ahmed per Sound of Metal
- Miglior attrice: Carey Mulligan per Una donna promettente (Promising Young Woman)
- Miglior attore non protagonista: Paul Raci per Sound of Metal
- Miglior attrice non protagonista: Yoon Yeo-jeong per Minari
- Miglior sceneggiatura originale: Lee Isaac Chung per Minari
- Miglior sceneggiatura non originale: Paul Greengrass e Luke Davies per Notizie dal mondo (News of the World)
- Miglior performance rivelazione: Sidney Flanigan per Mai raramente a volte sempre (Never Rarely Sometimes Always)
- Miglior regista esordiente: Channing Godfrey Peoples per Miss Juneteenth
- Miglior film d'animazione: Soul, regia di Pete Docter e Kemp Powers
- Miglior film straniero: La llorona, regia di Jayro Bustamante
- Miglior documentario: Time, regia di Garrett Bradley
- Miglior cast: Da 5 Bloods - Come fratelli (Da 5 Bloods)
- Miglior fotografia: Joshua James Richards per Nomadland
- NBR Icon Award: Chadwick Boseman
- Premio per la libertà di espressione: Quella notte a Miami... (One night in Miami...), regia di Regina King